# Serpentine Galleries
Pour les articles homonymes, voir Serpentine.
Les Galeries Serpentine (en anglais Serpentine Galleries) sont deux musées d'art contemporain situés dans les jardins de Kensington, à Hyde Park, à Londres. Il s'agit de la Serpentine Gallery et de la Serpentine Sackler Gallery, séparées par le lac Serpentine qui leur donne son nom. Leurs expositions, leur architecture et leurs programmes éducatifs attirent jusqu'à 1,2 million de visiteurs par an.

## Serpentine Gallery

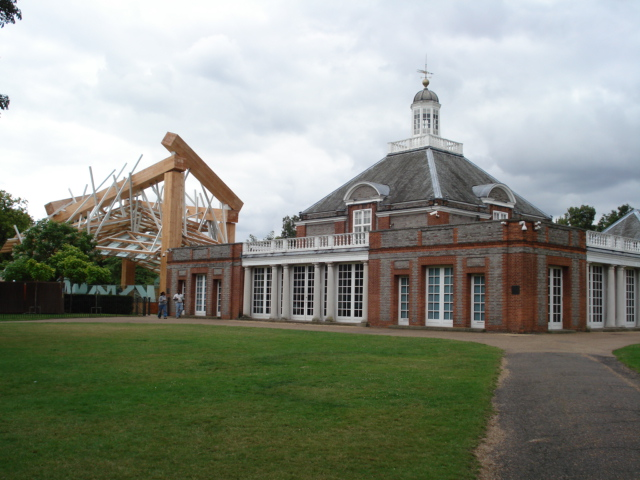
Serpentine Gallery en 2008

La Serpentine Gallery a été fondée en 1970 et se trouve dans un ancien pavillon de thé, construit en 1933-1934 par l'architecte James Grey West  et classé monument historique. Parmi les artistes qui y ont été exposés, on peut citer Man Ray, Henry Moore, Jean-Michel Basquiat, Andy Warhol, Paula Rego, Sondra Perry, Bridget Riley, Allan McCollum, Anish Kapoor, Christian Boltanski, Philippe Parreno, Richard Prince, Wolfgang Tillmans, Gerhard Richter, Gustav Metzger, Damien Hirst, Maria Lassnig, Jeff Koons et Marina Abramović. À l'entrée de la galerie se trouve une œuvre permanente réalisée par Ian Hamilton Finlay en collaboration avec Peter Coates et dédiée à la princesse Diana, ancienne mécène de la galerie.

## Serpentine Sackler Gallery

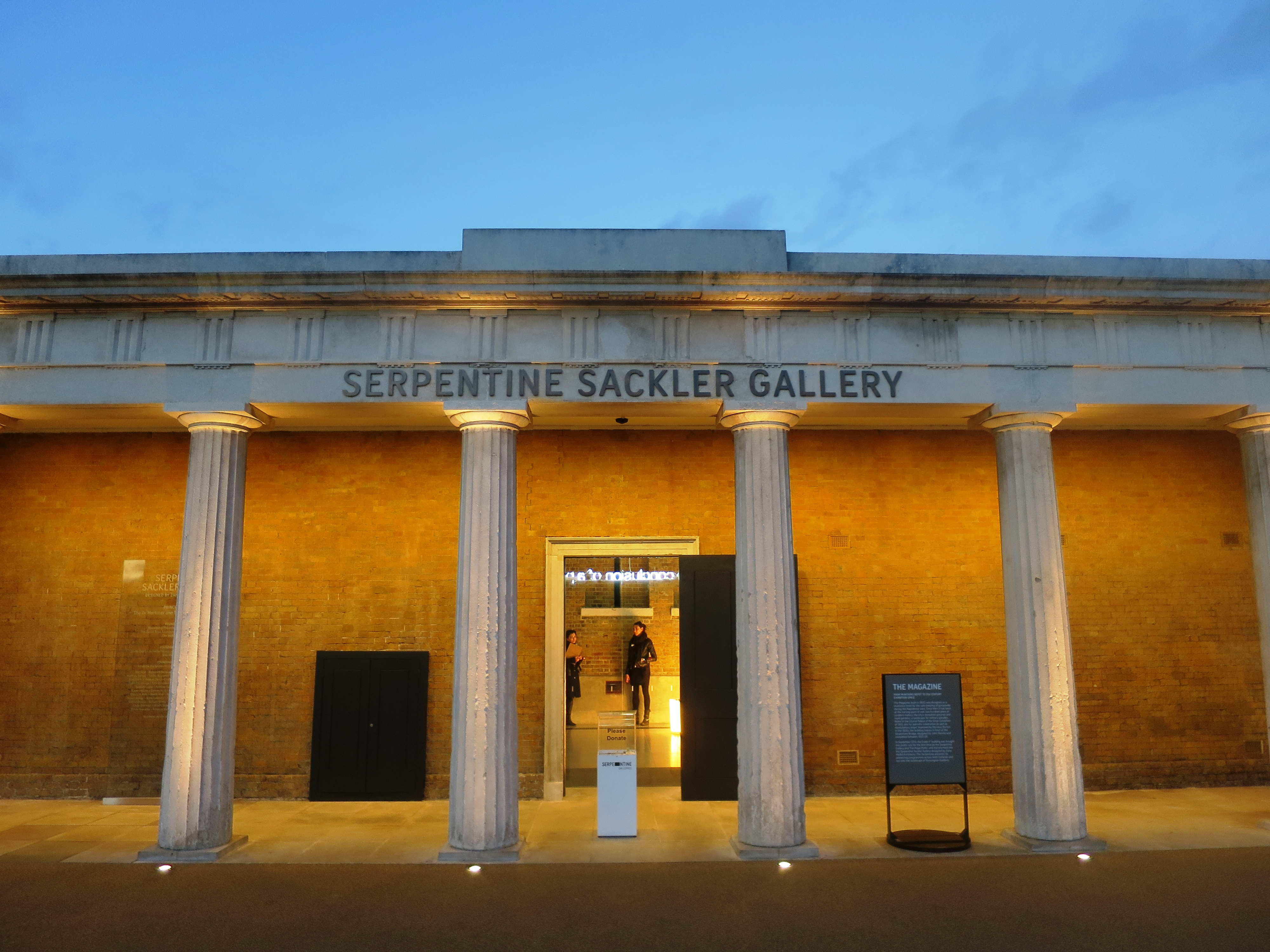
Serpentine Sackler Gallery

La Serpentine Sackler Gallery a été ouverte au public en 2013, donnant ainsi une nouvelle vie à The Magazine, un ancien entrepôt de poudre à canon construit en 1805 et classé monument historique, avec une extension conçue par Zaha Hadid. Située à cinq minutes à pied de la Galerie Serpentine par le Pont Serpentine, elle comprend 900 mètres carrés d'espace d'exposition, un restaurant, une boutique et d'autres espaces divers.

## Les pavillons
Le pavillon de la Serpentine Gallery est un pavillon provisoire construit chaque année depuis 2000.
La commission de la Serpentine invite un architecte renommé qui n’a jamais bâti en Angleterre pour concevoir un pavillon d’été.
Le pavillon abrite les manifestations culturelles et pédagogiques de la galerie, comme des colloques, performances, concerts, cafés.
Le but du pavillon est de familiariser le grand public avec l’architecture, sans faire appel à des maquettes, dessins ou photos. L’architecture est sentie, touchée, vécue par le public, qui peut comparer les pavillons année après année et faire part de leurs expériences personnelles. L’architecture est vécue comme expérience engageante, personnelle et enrichissante. 
La galerie offre une présentation unique de la pratique architecturale contemporaine par une équipe d’experts, en poussant les limites du langage architectural. C’est un processus qui met en parallèle la façon de concevoir et présenter des expositions d’art.
Ce processus fait suite à une longue tradition qui consiste à intervenir drastiquement sur les structures extérieures (le bâtiment) et intérieurs (les salles d’exposition) de la galerie afin de modifier la perception des visiteurs de la Serpentine et de ses environs.
Architectes, ingénieurs et artistes travaillent ensemble pour le pavillon où la prouesse technique se conjugue avec l’imagination artistique.
La Serpentine Gallery offre un programme pédagogique très riche pour les visiteurs de tous les âges et des activités variées : résidences pour artistes, ateliers avec les écoles, développements professionnels pour les jeunes professeurs, travail en équipe ou en famille, projets à long terme qui engagent les communautés  marginalisées et désavantagées, séminaires, lectures, symposium d’art et architecture.
L’existence du pavillon est possible grâce aux partenaires, fondations, donations privées, collecte de fonds et autres activités. 
| Année |  |  | Architectes                                                     |
| ----- |  |  | --------------------------------------------------------------- |
| 2000  |  |  | Zaha Hadid                                                      |
| 2001  |  |  | Daniel Libeskind                                                |
| 2002  |  |  | Toyo Ito avec Arup                                              |
| 2003  |  |  | Oscar Niemeyer                                                  |
| 2004  |  |  | MVRDV, non réalisé                                              |
| 2005  |  |  | Alvaro Siza et Eduardo Souto de Moura avec Cecil Balmond – Arup |
| 2006  |  |  | Rem Koolhaas et Cecil Balmond                                   |
| 2007  |  |  | Zaha Hadid                                                      |
| 2007  |  |  | Kjetil Thorsen et Olafur Eliasson                               |
| 2008  |  |  | Frank Gehry                                                     |
| 2009  |  |  | SANAA                                                           |
| 2010  |  |  | Jean Nouvel                                                     |
| 2011  |  |  | Peter Zumthor                                                   |
| 2012  |  |  | Ai Weiwei et Herzog & de Meuron                                 |
| 2013  |  |  | Sou Fujimoto                                                    |
| 2014  |  |  | Smiljan Radic                                                   |
| 2015  |  |  | SelgasCano                                                      |
| 2016  |  |  | BIG                                                             |
| 2017  |  |  | Francis Kéré                                                    |
| 2018  |  |  | Frida Escobedo                                                  |
| 2019  |  |  | Jun'ya Ishigami                                                 |
| 2021  |  |  | Counterspace dirigé par Sumayya Vally                           |
| 2022  |  |  | Theaster Gates                                                  |
| 2023  |  |  | Lina Ghotmeh                                                    |
| 2024  |  |  | Minsuk Cho                                                      |

## Galerie

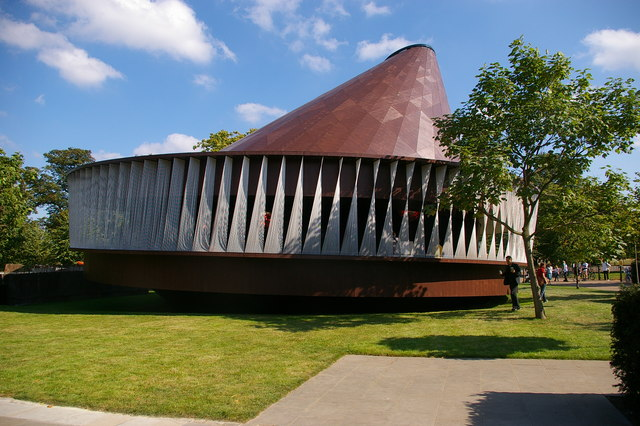
Pavillon 2007
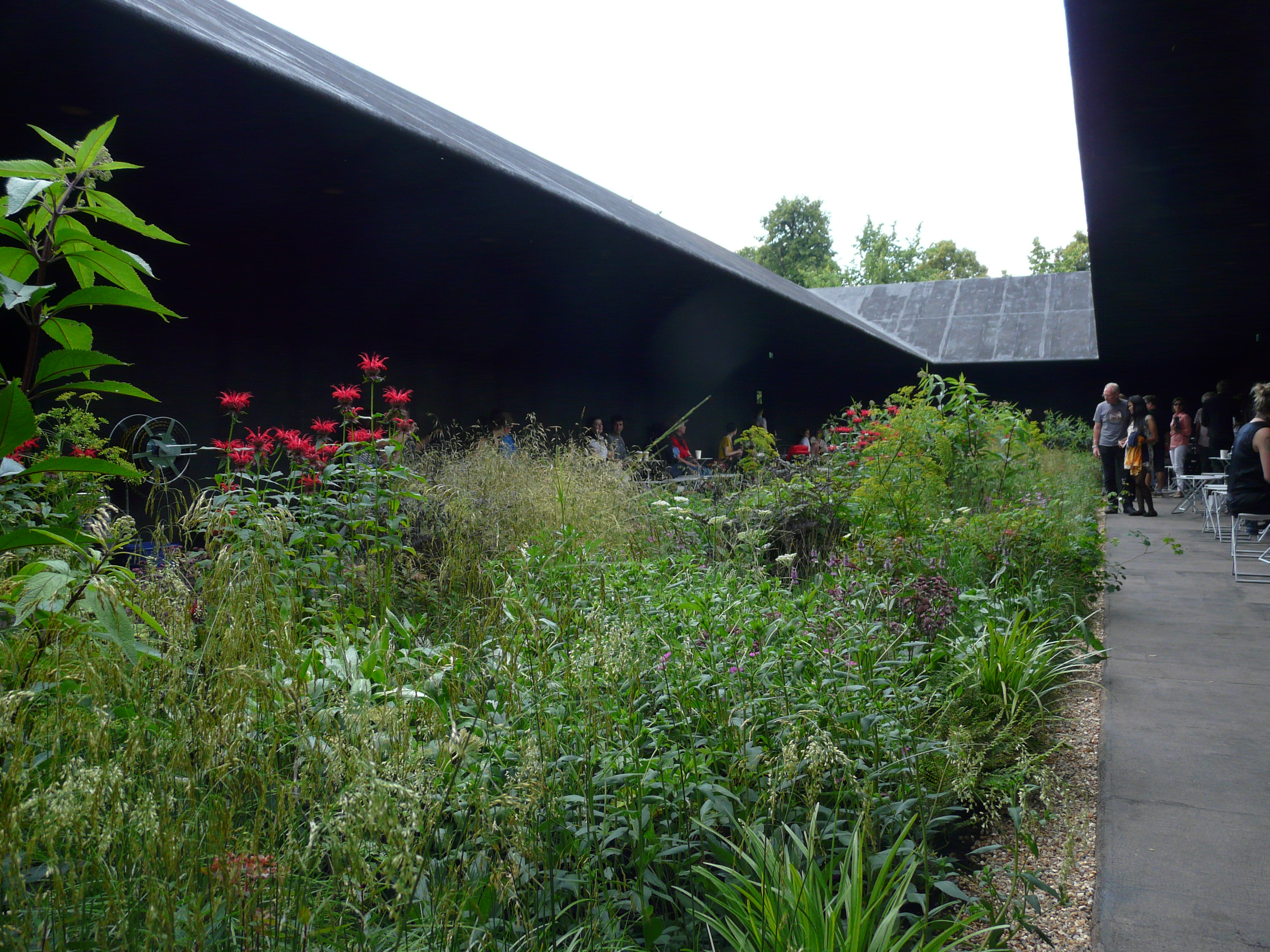
Pavillon 2011
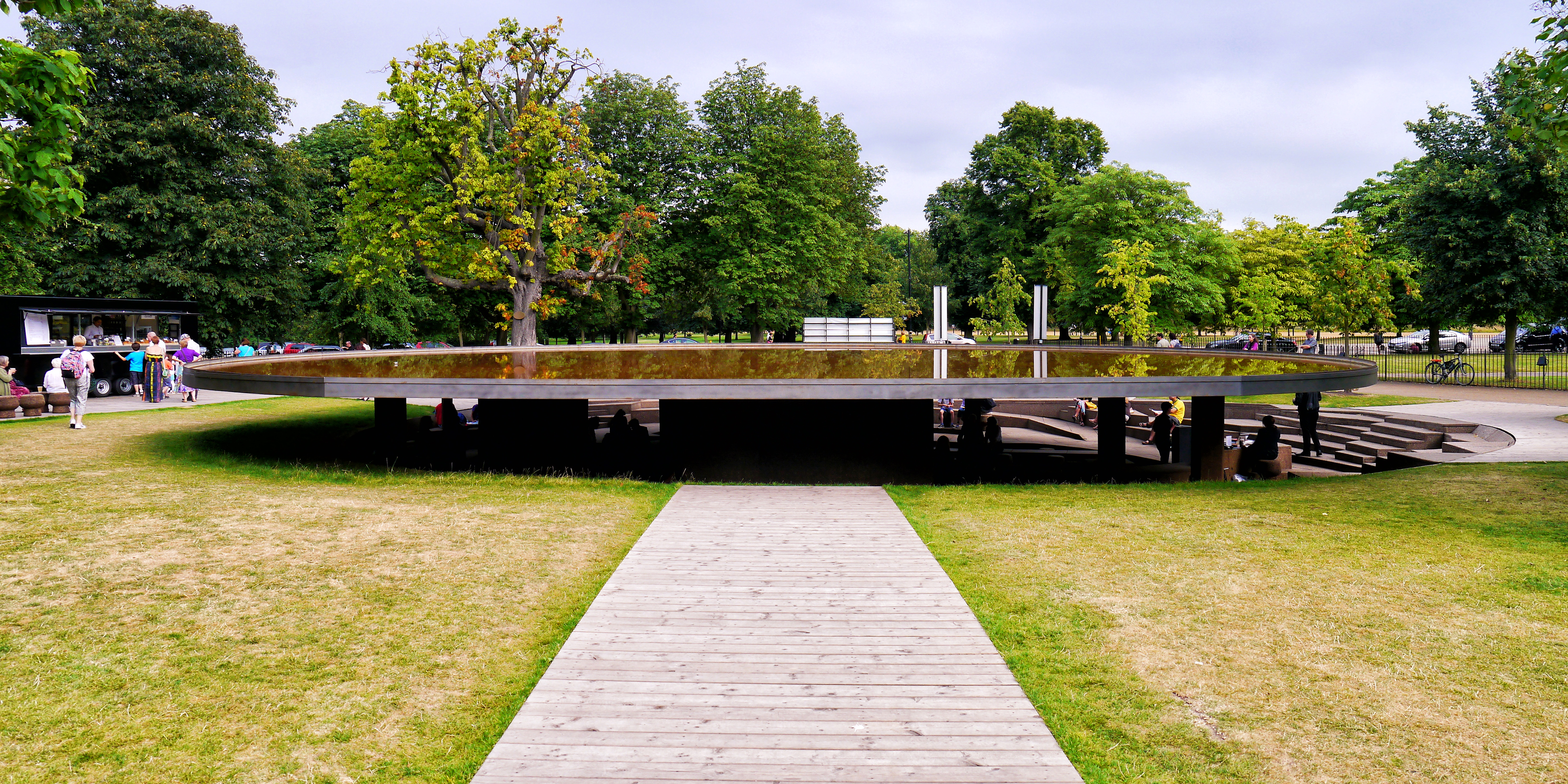
Pavillon 2012
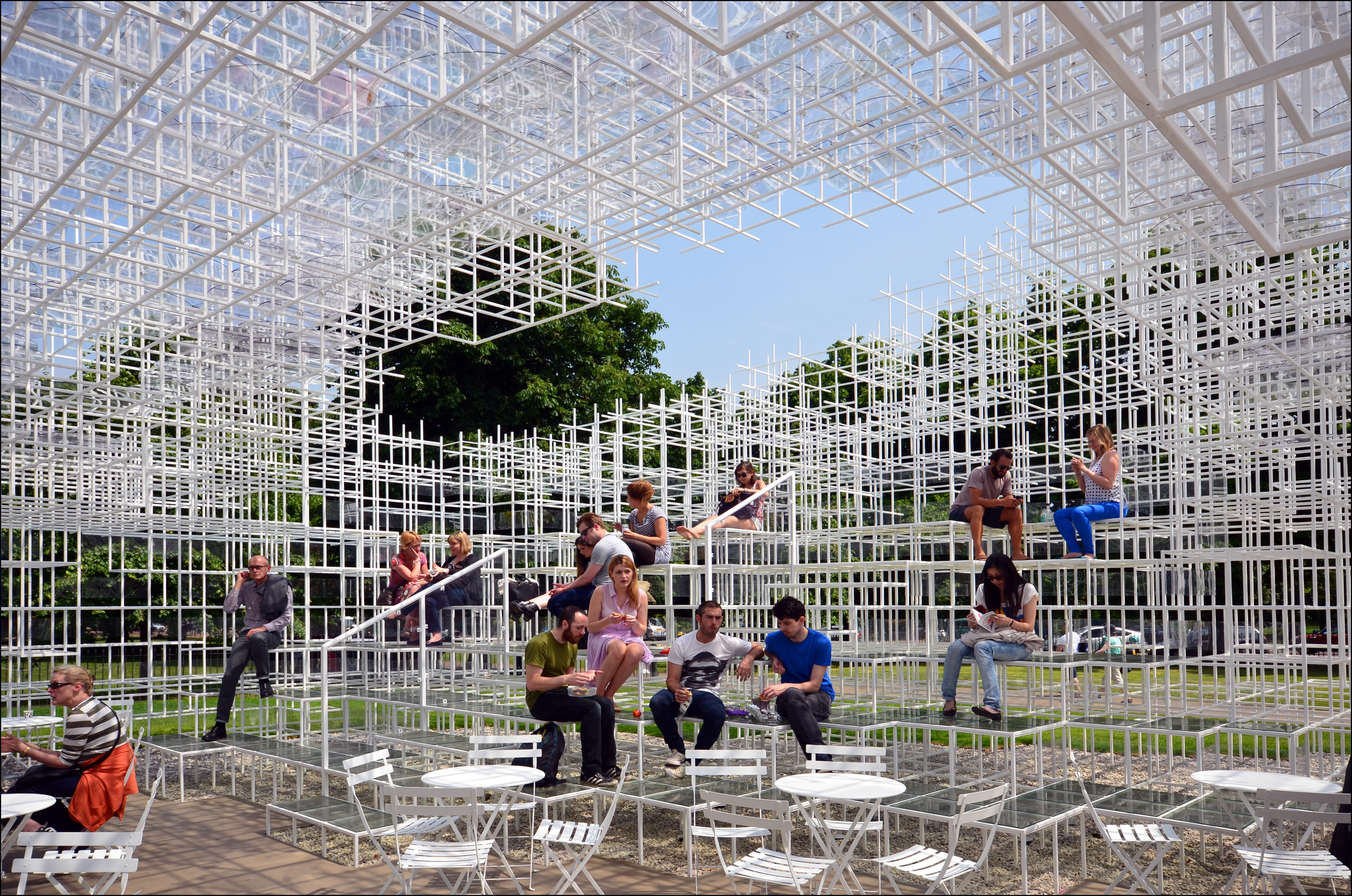
Pavillon 2013
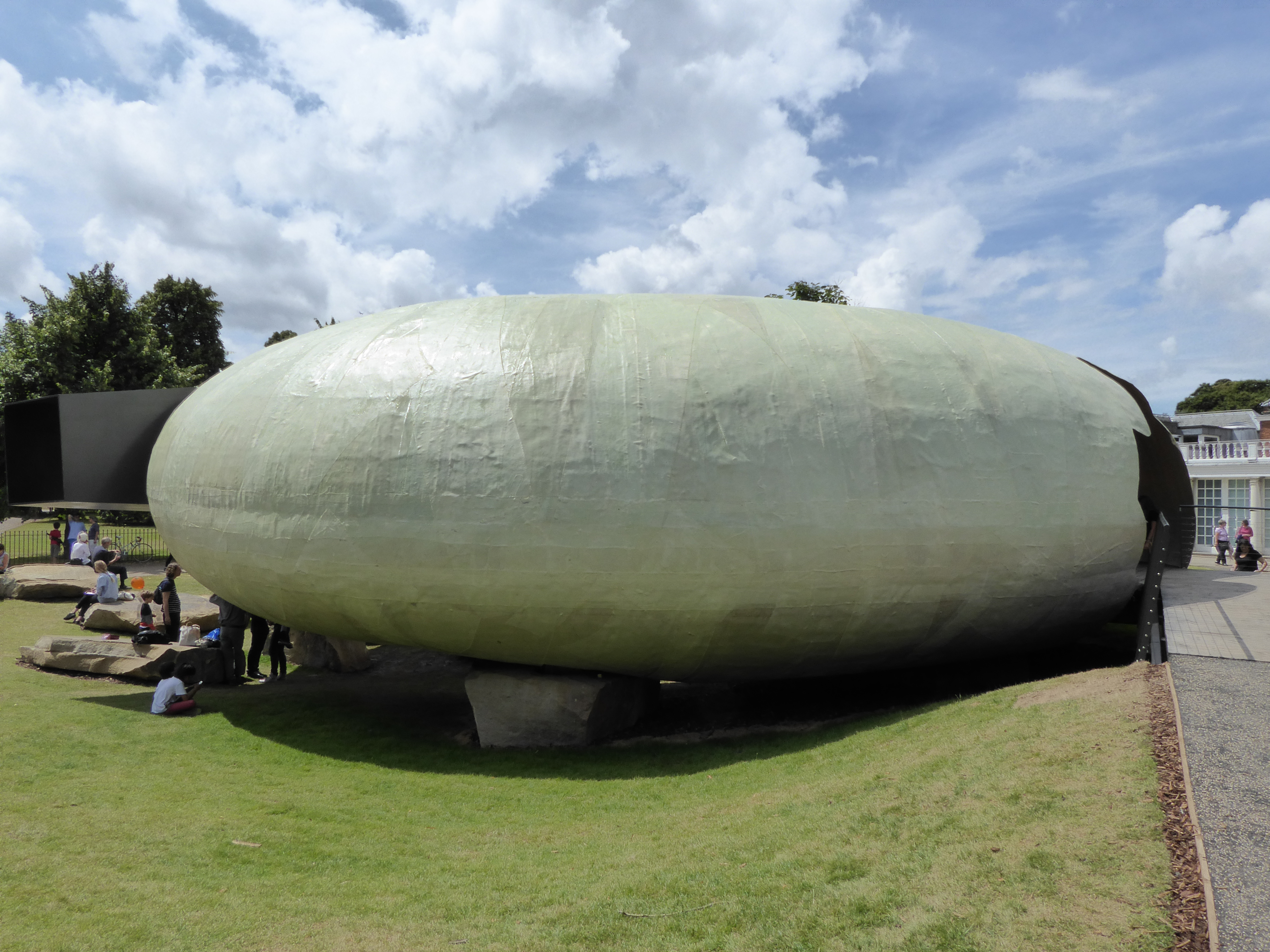
Pavillon 2014